# Jorge Vargas (ator)
Jorge Vargas (Aguascalientes, 25 de junho de 1941 - Cidade do México, 2 de novembro de 2009) foi um ator mexicano.

## Biografia
Jorge Vargas foi um grande ator e cantor mexicano, um homem com uma personalidade inigualável, que esteve muitas vezes no olho do furacão, em se tratando de sua vida pessoal.
Sua carreira teve início em 1966 na telenovela "Más fuerte que tu amor", seguida por "La sonrisa del diablo", Jorge atuou em grandes produções de sucesso como as telenovelas "Corazón salvaje" em sua segunda versão de 1977, María Isabel em 1997 tendo papel de destaque na trama, Mi destino eres tú em 2000 e Amor real 2003. Estas foram só algumas das várias telenovelas de sua carreira, sua última foi Destilando amor, ao lado dos atores Angélica Rivera e Eduardo Yáñez.
Também fez história na sétima arte, atuando nos filmes "Por un puñado de tierra", "Tequila y mezcal", "Tres fronteras", "Matar a morir", "El secuestro del policía", entre outros filmes mexicanos.
Jorge foi um artista em toda a extensão da palavra. Participou  também no teatro, todas as peças que ele atuou estiveram em cartaz por longas temporadas nos teatros mexicanos, e nos Estados Unidos. Certamente uma de suas grande influências tenha sido o seu tio o grande produtor de telenovelas mexicanas Ernesto Alonso, que era popularmente conhecido como "O Senhor telenovelas".
Outro do tema que  Jorge sempre gostou foi a política, assunto do qual ele se envolveu muito, chegando a ocupar uma representação na prefeitura de Hidalgo no  Texas.
A polêmica surgiu e sua vida, em grande parte pelo seu casamento com mal sucedido a cantora Lupita D'Alessio, de quem se divorciou em meio à escândalos e acusações de ambos até os últimos dias de sua vida. Desse casamento Jorge teve dois filhos, Jorge e o ator Ernesto D'Alessio, com quem não tinha uma boa relação.
Sua segunda esposa foi uma mulher fora do meio artístico; Mery de quem Jorge também se separou, e com quem teve duas filhas Vanessa e Valeria.
Jorge após uma larga e importante trajetória artísticos se afastou da televisão para tratar um câncer, mas infelizmente ele faleceu dia 2 de novembro de 2009, vitimado por uma infecção provocada por bactérias após uma cirurgia, perdendo assim essa longa e difícil batalha contra a doença.
Mesmo após sua morte as polêmicas familiares continuaram, quando seu filho Ernesto disse que não iria cumprir os últimos desejos do pai que era muito católico, ele  gostaria de ser cremado e também queria uma cerimônia católica com a imagem de Nossa Senhora de Guadalupe presente em seu enterro. Esse fato gerou muita repercussão nos meio de comunicação mexicanos, causando a raiva da população local.

## Telenovelas
- Destilando amor (2007) .... Felipe Montalvo Gil
- Barrera de amor (2005) ...... Miguel Franco
- Apuesta por un amor (2004) .... Julio Montaño
- Amor real (2003) .... General Prisco Domínguez Cañero
- La otra (2002) .... Delfino Arriaga
- Mi destino eres tú (2000) .... Héctor Valderrama
- María Isabel (1997) .... Don Felix Pereira
- La traición (1983) .... Rafael del Valle
- Quiéreme siempre (1982) .... Guillermo
- El enemigo (1979)
- Una mujer marcada (1979)
- Pasiones encendidas (1978) .... Eduardo
- Carazón salvaje (1977) .... Francisco D'Autremont
- Mañana será otro día" (1976) .... Arturo
- El chofer (1974) .... Manuel
- La hiena (1973) .... German Rivas
- Las gemelas (1972) .... Alberto
- La cruz de Marisa Cruces (1970) .... Cristian
- La sonrisa del diablo (1970) .... Rafael
- Puente de amor (1969)
- Pasión gitana (1968)
- Amor en el desierto (1967)
- Sueña conmigo Donaji (1967)
- Más fuerte que tu amor (1966)